# Longkruid
Longkruid (Pulmonaria) is een geslacht van planten uit de ruwbladigenfamilie (Boraginaceae). Het geslacht telt tussen de tien en de achttien soorten, waarbij het exacte aantal afhankelijk is van de gekozen taxonomische opvatting.

## Naamgeving
De botanische naam is afgeleid van het Latijnse pulmo (long). Men meende dat de tekening op de bladeren van het gevlekt longkruid op (zieke) menselijke longen leek. Volgens de zogenaamde signatuurleer werd de plant daarom als geneesmiddel bij longaandoeningen beschouwd. Die geneeskrachtige werking is echter niet bewezen. Blad van longkruid vermengd met lavas en smalle weegbree zou helpen tegen inwendige verslijmingen.
De Nederlandse naam is van de botanische naam afgeleid. De naam longkruid vindt men ook in diverse andere West-Europese talen terug. In sommige Oost-Europese talen is de naam afgeleid van een woord voor honing, zoals het Russische "medoenitsa", het Oekraïense "medoenka" en het Poolse "miodunka".

## Soorten
- Pulmonaria angustifolia L. - Komt voor in het zuiden van Scandinavië, het midden van Duitsland, de Alpen, de Baltische staten en Oost-Europa tot aan de Wolga.[1][2]
- Pulmonaria carnica W.Sauer - Komt voor in Karinthië en Slovenië.[3]
- Pulmonaria collina W.Sauer - Komt voor in kanton Wallis en kanton Vaud in Zwitserland.[3]
- Pulmonaria filarszkyana Jávorka - Komt voor in het noordoosten van de Karpaten in Oekraïne en het noorden van Roemenië.[4]
- Pulmonaria kerneri Wettst. - Endemisch in het noordoosten van Oostenrijk.[3]
- Pulmonaria longifolia Boreau - Komt voor in Frankrijk in het departement Isère en Hautes-Alpes.[3]
- Pulmonaria mollis F.Heller - Komt voor in de noordelijke delen van de Alpen, het zuiden en westen van Duitsland, Centraal- en Oost-Europa, zuidelijk tot aan Griekenland.[3][5]
- Pulmonaria montana Lej. (Smal longkruid) - Komt voor in Frankrijk, Midden- en Zuid-Duitsland, Noord-Italië, Zwitserland, Oostenrijk en het westen van Tsjechië. Voorheen ook in Nederland en zeldzaam in Wallonië.[6]
- Pulmonaria obscura Dumort. (Ongevlekt longkruid) - Komt voor in Centraal- en Oost-Europa tot aan de Oeral, alsmede Groot-Brittannië en het zuiden van Scandinavië.[7]
- Pulmonaria officinalis L. (Gevlekt longkruid) - Komt voor in Centraal-Europa en het zuiden van Scandinavië.[8]
- Pulmonaria rubra Schott - Komt voor in de Karpaten in het centrale en zuidelijke deel van Roemenië.[4]
- Pulmonaria saccharata Mill. (Italiaans longkruid) - Komt voor in het zuidoosten van Frankrijk en het noorden en midden van Italië.[9]
- Pulmonaria stiriaca A.Kern. - Komt voor in het oosten van Oostenrijk en Slovenië.[3]
- Pulmonaria vallarsae A.Kern. - Komt voor in de Dolomieten, rondom het Gardameer en Brescia.[3]

## Ecologie
Longkruidsoorten zijn waardplant voor de vlinders haartjeskokermot (Coleophora pennella), de smeerwortelsteltmot (Dialectica imperialella) en de tijmvedermot (Merrifieldia leucodactyla).